# Surantih
Surantih is een bestuurslaag in het regentschap Zuid-Pesisir van de provincie West-Sumatra, Indonesië. Surantih telt 27.779 inwoners (volkstelling 2010).